# Betalningsvilja
Betalningsvilja (från engelskans willingness to pay) kan tolkas som det ”pris” som kan accepteras för att betala för en effekt eller åtgärd. I hälsoekonomiska analyser används begreppet i flera olika sammanhang. Ett vanligt är den monetära värderingen, det vill säga värderingen i pengar, av effekter i kostnadsintäktsanalyser. En annan är den kostnad, oftast per QALY, då samhället/beslutsfattare anser att en åtgärd är kostnadseffektiv. Ibland menas vad patienterna själva är villiga att betala för en viss åtgärd, till exempel vaccinering.